# 白いシリーズ
「白いシリーズ」（しろいシリーズ）は、1970年代に田宮二郎が主演したテレビドラマシリーズの俗称。全6作。
メインのスポンサーがサントリーであり、ワインの普及に力を入れた時期であったため、「白」、「赤」とシリーズ名が決まったという。赤いシリーズの先行作品であり、当初は交互に放送されたが、第4作『白い秘密』以降は時間帯を移動した。

## 作品一覧
| 作品名     | 放送期間                     | 職業                              | 放送時間帯・放送局/ 製作     | 備考                       |
| ---------- | ---------------------------- | --------------------------------- | ---------------------------- | -------------------------- |
| 白い影     | 1973年7月13日 -10月12日      | 外科医                            | 金曜ドラマ（金曜22:00）・TBS | 原作：渡辺淳一『無影燈』   |
| 白い滑走路 | 1974年4月5日 -9月27日        | 航空機の操縦士                    | 金曜21:00・TBS / 松竹        | 関西地区はここまで朝日放送 |
| 白い地平線 | 1975年4月4日 -9月26日        | プロボクサー （世界チャンピオン） | 同上                         | 関西地区はここから毎日放送 |
| 白い秘密   | 1976年10月1日 -1977年4月1日  | 脳神経外科医                      | 金曜20:00・TBS / 松竹        | -                          |
| 白い波紋   | 1977年4月15日 -9月30日       | -                                 | 同上                         | -                          |
| 白い荒野   | 1977年10月7日 -1978年3月31日 | 週刊誌の編集長                    | 同上 / 国際放映              | -                          |